# Радівілов Роман Юрійович
Рома́н Ю́рійович Радіві́лов (псевдо: «Гюрза», 14 лютого 1984, м. Дергачі, Харківська область, Українська РСР — 18 грудня 2016, с. Калинівка, Бахмутський район, Донецька область, Україна) — солдат Збройних сил України, учасник війни на сході України, гранатометник 54-ї окремої механізованої бригади.

## Життєпис
Народився 14 лютого 1984 року, місто Дергачі.
У вільний час Роман займався різьбленням по дереву, робив ікони. Частина його робіт залишилися вдома, частину дарував друзям.
Серед перших «підняв над Харківщиною червоно-чорний прапор національно-визвольного руху України у 21 столітті».
З початком військової агресії Росії, навесні 2014 року пішов до військкомату, але до армії його не допустила медкомісія. Став добровольцем ДУК «Правого сектору». З вересня 2014 року перебував у зоні бойових дій у районі села Піски.
Коли «Правий сектор» вивели з Пісків, далі тренувався на навчально-патріотичній базі «Сокіл». У липні 2015 р. повернувся в зону бойових дій у складі 1-го розвідвідділу ДУК ПС, перебував у Новогнатівці, брав участь у бою 10 серпня під Старогнатівкою.
Зазнавши опіків під Волновахою (горів у машині, в яку влучив снаряд) та другої контузії, тимчасово повернувся додому. Щойно відчув себе краще — пішов тренуватися до тероборони та допомагав навчати бійців. Протягом усього часу лікування та реабілітації брав активну участь у громадських акціях, був активістом ГО «Деркачівська альтернатива» та руху «Вільні люди».
Восени 2016 року уклав контракт із ЗСУ, увійшов до складу першої штурмової роти «Вовків Подолянина» 54-ї ОМБр і прибув на Світлодарську дугу. Неодноразово ходив у розвідку на лінії фронту.
Загинув у бою на Світлодарській дузі (Донецька область) за висоту «Варяг», відбиваючи атаки проросійських терористів. Разом з Романом загинули солдати Андрій Байбуз, Дмитро Клименко, Василь Панасенко, Сергій Степаненко, Андрій Широков, молодший сержант Володимир Андрешків та лейтенант Микита Яровий.
Розпорядженням Дергачівської міської ради № 206 від 19 грудня 2016 року в місті Дергачі оголосили 20, 21 та 22 грудня днями жалоби за загиблим Романом.
По смерті залишилися мати Людмила Петрівна та кохана дівчина Аня.
Похований у м. Дергачі (Харківська область) на Алеї слави біля братської могили воїнів, полеглих у Другій світовій війні.
У 2024 році його іменем назвали вулицю в рідному місті.

## Нагороди та відзнаки
- За особисту мужність, самовідданість і високий професіоналізм, виявлені у захисті державного суверенітету та територіальної цілісності України, вірність військовій присязі, нагороджений орденом «За мужність» III ступеня" (посмертно)[3].
- Орден «Народний Герой України» (Указ № 22 від 2 квітня 2017 р., посмертно).
- відзнака «За оборону рідної держави» (посмертно).
- Нагороджений відзнакою ДУК ПС «Бойовий Хрест Корпусу» (посмертно)[4].

## Вшанування пам'яті
Вшановується в меморіальному комплексі «Зала пам'яті», в щоденному ранковому церемоніалі 18 грудня.